# Halina Birenbaum
 (avril 2025).
Si vous disposez d'ouvrages ou d'articles de référence ou si vous connaissez des sites web de qualité traitant du thème abordé ici, merci de compléter l'article en donnant les références utiles à sa vérifiabilité et en les liant à la section « Notes et références ».
Pour les articles homonymes, voir Birenbaum.
Œuvres principales
L'espoir ne meurt jamais
Halina Birenbaum, née le 15 septembre 1929 à Varsovie, est une survivante de la Shoah et une femme de lettres israélo-polonaise.

## Biographie
Sa mère, veuve et mère d'un petit garçon, Marek Balin, s'est remariée avec Jakub Grynsztejn dont elle a eu deux enfants : un garçon, Hilek et Halina. Le 1er septembre 1939: « Le ciel de Varsovie se couvre d’escadrons de Messerschmitt allemands, les bombes incendiaires et destructrices se déversèrent sur la ville »

### Le ghetto
Très rapidement, avec l'occupation, les brimades et les humiliations s'abattent sur les Juifs, brassard, couvre-feu à 19 heures, interdiction de prendre les transports en commun, pillages, mauvais traitements... puis l'enfermement dans le ghetto. Comme la pièce où ils habitent se trouve dans le ghetto, la famille n'a pas à déménager et à trouver un nouveau logement. Halina se souvient: « On manquait d’abris pour loger toutes ces personnes déplacées. Gonflées par la faim, gelées, elles s’étendaient dans les rues, dans les cours, sur les paliers, et mendiaient. Les rues étaient jonchées de cadavres, recouverts de journaux, car on n’arrivait pas à les ramasser, il fallait attendre une charrette qui les transportait vers les fosses communes. » Au début, la famille ne souffre pas de la faim. Marek, qui suivait des études de médecine avant la guerre, travaille dans un des hôpitaux du ghetto et touche un revenu. Jakub Grynsztejn reçoit d'un de ses anciens clients polonais des conserves.
Au moment de la grande déportation de l'été 42, la famille Grynsztejn est épargnée car chacun a un travail dit « productif » censé éviter le départ vers cet Est mystérieux. Hilek travaille à l'Umschlagplatz dite « l'Umschlag » où les Juifs sont entassés dans des convois. « Son travail consiste à débarrasser la place des Juifs tués par une fusillade ou lors de l’entassement dans les wagons. » La famille se cache dans des caves et des greniers. Mais un soir où les Grynsztejn (sans Marek) sont descendus prendre le frais, pensant que les rafles de la journée sont terminées, ils sont arrêtés par des soldats allemands, lettons et lituaniens. Ce soir-là beaucoup de juifs rentrant avec des laissez-passer sont arrêtés. Hilek qui travaille directement pour les Allemands peut rester. Dans la confusion et la violence qui règne sur l'Umschlagplatz, son père est battu sauvagement sous les yeux de sa famille et disparaît pour toujours dans la foule. Hilek, Halina et sa mère restent sans être déportés car les trains sont trop bondés. Madame Grynsztejn parvient alors à soudoyer un policier juif et à quitter la place. La famille, sans le père, échappe à plusieurs rafles. Quand l'insurrection du ghetto commence en avril 1943, Halina, Hilek et sa mère se réfugient dans les bunkers souterrains souffrant de faim, du manque d'oxygène vu le grand nombre de personnes réfugiées dans un espace réduit. Au bout de trois semaines, les occupants du bunker sont délogés par les Allemands. Alors qu'ils sont entassés dans une salle en attendant la déportation, Hilek est roué de coups par un soldat allemand. Le lendemain, Halina traverse l'Umschlagplatz jonchée de cadavres et manque d'être piétinée par la foule poussée dans les wagons à coup de matraque et de crosse. Dans le wagon, elle doit se battre pour se dégager de l'amas des corps. Le soir, le train s'arrête à Lublin et les déportés sont amenés à Majdanek.

### La déportation
Halina est séparée de son frère à l'arrivée au camp. Sa mère est directement gazée. Après la douche, on attribue à Halina la robe d'une autre déportée. Elle se retrouve dans un bloc avec sa belle-sœur Héla, la femme de Hilek. Pendant des mois, elles sont « affamées, malades, battues, travaillant comme des esclaves. » Une nuit, toutes les occupantes de la baraque sont emmenées dans une chambre à gaz. Elles attendent toute la nuit. Le lendemain elles apprennent que la camp a eu une pénurie de gaz. Le lendemain, elles sont placées dans un wagon, assises jambes écartés avec une autre détenue placée entre leurs jambes avec interdiction de bouger. Et ceci pendant quarante-huit heures sans boire et manger. Lorsqu'une femme essaie de se lever pour se dégourdir les jambes, elle est abattue par un garde. Halina arrive à Auschwitz. Le soir même, elle se retrouve « tête rasée, un numéro tatoué sur l’avant-bras gauche, vêtue de haillons marqués de longues croix à la peinture à l’huile rouge, des sabots lourds qu’on ne pouvait extirper de la boue ». Héla et elle travaillent à la pose des rails. Elle est ensuite affectée à un kommando plus protégé, le Kanada où elle trie les affaires des arrivants. Le mot Kanada vient de « keine da » ce qui signifie en Yiddish : "il n’y a plus personne "! Au Kanada, les déportées peuvent manger les vivres confisqués aux arrivants et sont ainsi préservées de la faim. Mais Héla dépérit de jour en jour: elle est atteinte de tuberculose et finit par mourir sur son châlit. Halina, continue à vivre, elle passe deux Noël à Auschwitz avec, ces jours-là, de la semoule au lait au lieu de la soupe clairsemée. En dehors de cela, elle perd toute notion du temps. Son block est décimé par l'épidémie de typhus, mais elle survit. À l'automne 1944, les convois cessent d'arriver à Auschwitz. Un jour qu'elle s'approche des barbelés, elle est blessée par un garde du mirador et opérée à vif. Elle doit ensuite cacher sa main paralysée pour éviter d'être exécutée par les SS. Le 18 janvier 1945, elle est évacuée et au terme d'une marche de la mort, elle se retrouve à Ravensbrück. Elle se souvient avoir été maltraitée par les prisonnières allemandes. Au bout d'une dizaine de jours, elle est transférée à Neustadt-Glewe. Les détenues n'ont presque plus rien à manger. Le 3 mai 1945, les SS abandonnent le camp. Elle retrouve enfin la liberté.

### Après la guerre
Halina est rapatriée en Pologne où elle retrouve son frère Marek. Comme tous les papiers permettant d'établir son identité ont été détruits, son frère, seul survivant de la famille l'inscrit comme sa sœur. Elle porte alors comme patronyme le nom de Balin. Elle choisit d'émigrer en Palestine mandataire en décembre 1947. Elle se marie et se consacre à son foyer. Un jour, à une époque où une telle démarche était rare, on lui demande de témoigner devant une classe d'un établissement israélien. Elle découvre alors que le contact direct avec un auditoire permet de mieux faire comprendre les épreuves qu'ont subies les Juifs. Son témoignage, Nadzieja umiera ostatnia (L'espoir ne meurt jamais) est publié en 1967 en polonais. Bien qu’écrit vingt ans après les faits, le texte est écrit du point de vue de l'adolescente un peu naïve qu'elle était au moment de la Shoah. Elle y livre ainsi avec sincérité ses émotions et la manière dont elle analysait les faits à l'époque. Elle y rend aussi hommage au courage remarquable de sa mère. Son témoignage montre que les actes de cruauté pendant la Shoah n'ont pas été seulement le fait des Allemands mais que des Polonais et même des juifs, notamment des policiers juifs du ghetto, ont participé au processus de destruction.
Halina Birenbaum veut aussi montrer que de nombreux groupes ont fait preuve de courage. Elle insiste sur les Polonais qui ont aidé les Juifs. Elle-même doit en partie sa survie à des Kapos et des déportées de toutes nationalités qui l'ont aidée, placée dans des Kommandos moins durs, soutenue lorsqu'elle flanchait durant la marche de la mort. Depuis la publication de son témoignage, Halina Birenbaum passe beaucoup de temps à correspondre avec des élèves allemands et polonais. Elle accompagne des jeunes Israéliens en Pologne. Elle rencontre aussi des jeunes Allemands et de jeunes Polonais pour dialoguer avec eux. Elle pense que d'avoir été déportée à Auschwitz, lui donne une certaine « autorité morale ». En mars 2001, elle est récompensée par le conseil polonais pour le dialogue entre juifs et Polonais pour son patient travail consacré à la réconciliation. Son témoignage a été traduit dans plusieurs langues, hébreu, anglais, allemand et français.

## Œuvre
- L'espoir ne meurt jamais, Sb.Com, 2002
- Powrót do ziemi praojców, 1991.
- Każdy odzyskany dzień: Wspomnienia, 1998.
- Wołanie o pamięć, 1999.

### Poèmes
- Nigun penimi, 1985.
- Nawet gdy się śmieję, 1990.
- Nie o kwiatach, 1993.
- En 1987 elle traduit et publie les poèmes de Wladyslaw Szlengel: Ce que j'ai lu aux morts, Asher qarati lametim.

## Distinctions
- Officier de l'ordre Polonia Restituta